# Julius Mařák

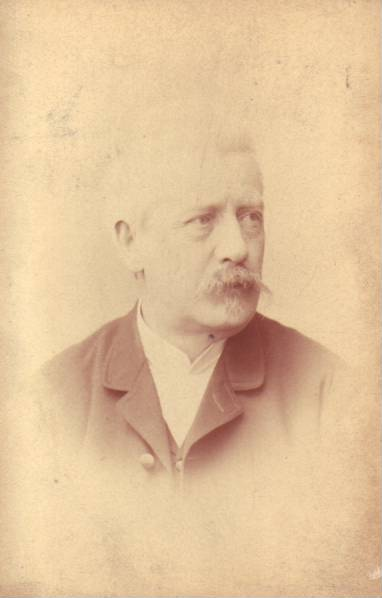
Julius Mařák (ca. 1885)

Julius Eduard Mařák (* 29. März 1832 in Leitomischl; † 8. Oktober 1899 in Prag) war ein böhmischer Landschaftsmaler zwischen Romantik und Realismus.

## Leben
Julius Mařák war der Sohn des Bücherrevisors und Grundbuchführers der Stadt Litomyšl Jan Mařák. Er wuchs in einem bürgerlich gebildeten Elternhaus auf, in dem er und seine neun Geschwister sowohl eine gute schulische als auch geistige Förderung genossen. Bereits als Gymnasiast nahm er Malunterricht beim Genre- und Porträtmaler A. Dvořák, obwohl er sich zunächst nicht zwischen einer musikalischen und einer malerischen Laufbahn entscheiden konnte. 1852 begann er dann Malerei in der Landschaftsklasse von Max Haushofer an der Akademie Prag zu studieren, die er aber schon im Herbst 1853 verließ, um in München bei Leopold Rottmann und Eduard Schleich seine Ausbildung fortzusetzen. Anfang 1855 begannen seine „Wanderjahre“, wie er sie nannte. In den nördlichen und südlichen Bergregionen Böhmens fand er die Impressionen für seine Malerei – die Stimmungen, die seine künstlerische Arbeit prägten.
Anschließend verbrachte er eine längere Zeit in Wien, in der er bei J. K. Schmidt die graphische Technik des Radierens erlernte. Ab 1860 gab er auch Zeichenunterricht und arbeitete in Wien für verschiedene lokale Zeitschriften als Illustrator. Der Einfluss der Schule von Barbizon wurde jetzt in seinem Werk unverkennbar, obwohl er sich nie in Frankreich aufgehalten hatte und auch immer der Romantik sehr nahestand. Die weiteren Stationen seines Lebens waren eine Balkanreise 1869 und ein Aufenthalt in Tirol von 1872 bis 1875. Dort sammelte er entscheidende Eindrücke. 
Er erhielt 1882 den Auftrag, an der Ausgestaltung des Nationaltheaters Prag mitzuarbeiten. 1887, nun schon ein berühmter Maler, wurde Julius Mařák auf Vorschlag seines Förderers Josef Hlávka an die Akademie Prag berufen, um die Klasse für Landschaftsmalerei zu leiten. Hier hat er die tschechische Landschaftsmalerei bis in das beginnende 20. Jahrhundert wesentlich mitgeprägt. Seine Schüler waren u. a. Otakar Lebeda, František Kaván, Antonín Slavíček und Bohuslav Dvořák.
1893 erkrankte er schwer. Er konnte den ihm 1895 übertragenen Auftrag für das Prager Nationalmuseum nicht mehr voll erfüllen, so dass er auf die Mithilfe seiner Schüler angewiesen war. Dennoch hat er bis zu seinem Tod im Alter von 67 Jahren künstlerisch gearbeitet. Er wurde auf dem Vyšehrader Friedhof (Ehrenfriedhof Slavin) in Prag beigesetzt.
Sein Neffe Jan Mařák (1870–1932) war ein Violinist und Pädagoge.

## Werk
Öffentliche Aufträge:
- Nationalmuseum Prag
- Nationaltheater Prag

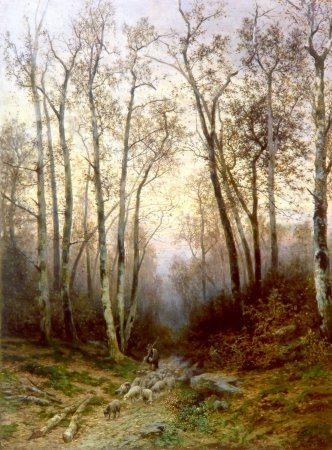
Julius Mařák: Pastorale

- Franz-Josefs-Bahnhof Wien (im Zweiten Weltkrieg zerstört)

Bilder in Museen oder öffentlichen Gebäuden:
- Nationalmuseum Prag
- Nationaltheater Prag
- Kloster St. Agnes (Nationalgalerie)
- Palais Kinski Prag (Nationalgalerie)
- Schloss Troja Prag
- Städtische Bildergalerie Litomyšl